# St. Annen (Kleinfurra)

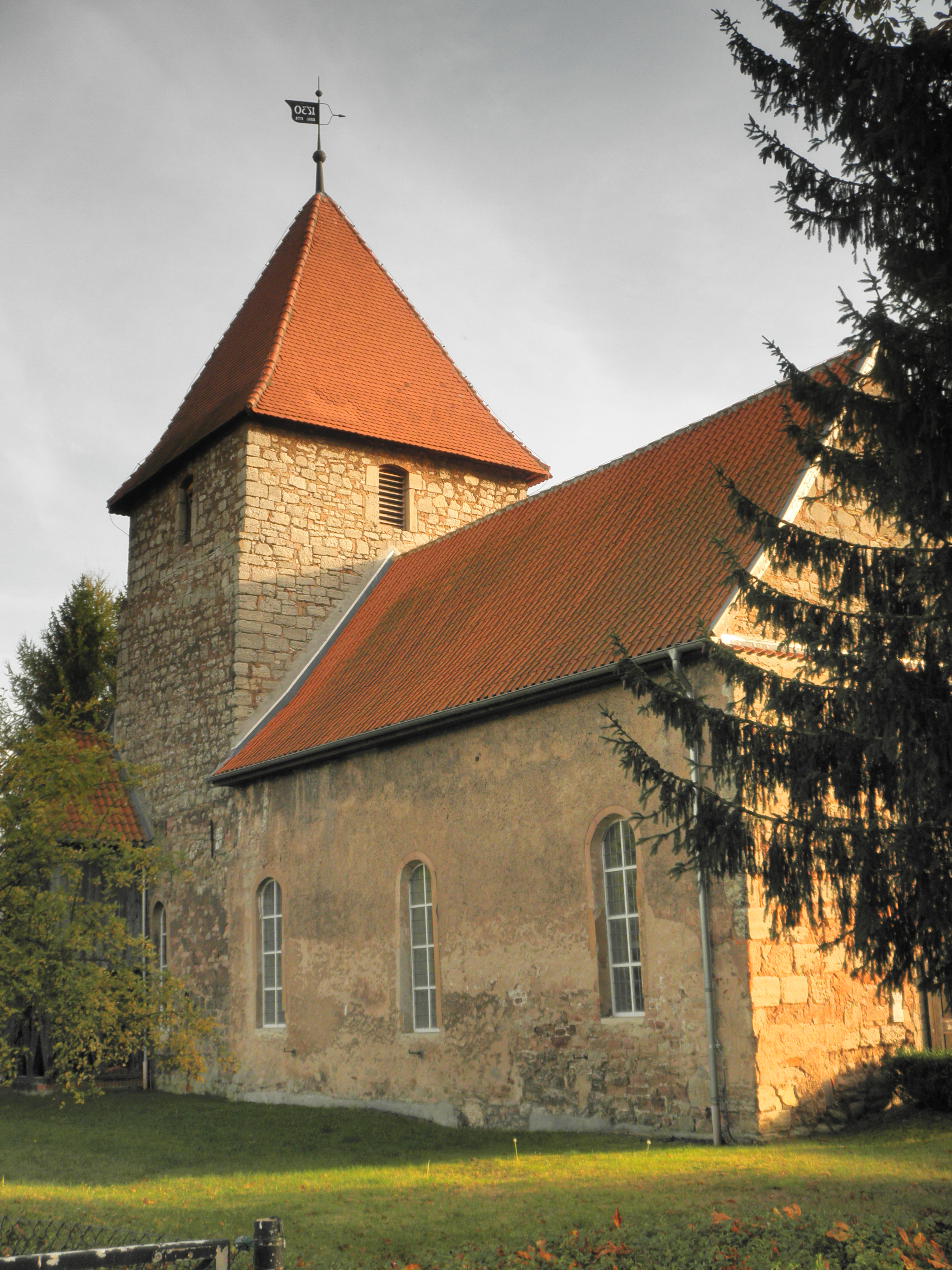
Kirche St. Annen

Die evangelische Dorfkirche St. Annen steht am östlichen Ortsrand der Gemeinde Kleinfurra im Landkreis Nordhausen in Thüringen.

## Geschichte
Die ursprünglich im romanischen Stil erbaute Patronatskirche des Rittergutes wurde im 19. Jahrhundert umgebaut und vergrößert. Der aus Muschelkalk gebaute Kirchturm, ehemals Wachturm, gilt als der älteste Bau.
An den erhöhten Turm wurde das Langhaus angebaut.
Die älteste Glocke wurde 1315 gegossen. Die zweite im Glockenstuhl mit einem Durchmesser von 1,13 Metern trägt das Wappen derer von Wurmb und die Jahreszahl 1662. Der dritte Platz im Gestühl für die kleine Glocke blieb leer. In beiden Weltkriegen für Rüstungszwecke beschlagnahmt entgingen sie dem Einschmelzen und konnten zurückgeholt werden.
Christoph Conrad Eggert aus Quedlinburg (1712–1783) war von 1748 bis nach 1774 Pastor in Kleinfurra.
Die Kirche birgt eine Orgel aus der Werkstatt von Wilhelm Rühlmann aus dem Jahre 1911. Die Orgel hat zwei Manuale, Pedal und 13 Register. Im Jahre 2009 wurde sie von Orgelbau Waltershausen restauriert.
Auf dem Friedhof erinnern Epitaphe an die Gutsbesitzer. Man geht davon aus, dass die Tochter Anna von Wurmb Namensgeberin des Gotteshauses geworden ist.